# Thallein
Thallein ist eine Streusiedlung im Köflach-Voitsberger Becken in der Steiermark wie auch Katastralgemeinde der Stadtgemeinde Voitsberg im Bezirk Voitsberg.
Sie war von 1850 bis zur Eingemeindung nach Lobming im Jahr 1949 eine eigenständige politische Gemeinde. Seit dem 1. Januar 1968 gehört Thallein zur Stadtgemeinde Voitsberg.

## Ortsname und  Geografie
Der Name Thallein leitet sich vermutlich von mittelhochdeutschen tal, telin oder tellin für Tal ab. Eine weitere Möglichkeit ist die Herleitung vom slawischen dolina für einen Talgrund oder den Unterlauf eines Flusses. Bei dem Ort selbst handelt es sich um ein bergiges hochmittelalterliches Rodungsgebiet mit Einzelhöfen und Einödfluren. Es liegt südlich von Voitsberg und östlich der Siedlung Krems auf einem Bergzug.

## Geschichte
Einige heute zerstörte Grabhügel aus der Römerzeit lassen auf eine Besiedelung zu jener Zeit schließen. Erstmals urkundlich wird die Ortschaft im Jahr 1173 als Delin erwähnt. Weitere Erwähnungen stammen aus den Jahren 1218 als mons Telin, 1268/69 als Teleyn, 1399 als im Telein in der pharr ze Voiczperg, vor 1437 als am Talein und 1548 als am Thallein. Bis 1848 wohnten in Thallein Untertanen der Grundherrschaften Greißenegg, Herbersdorf, Krems, Lankowitz, Ligist, Obervoitsberg, Piber und Reiteregg, die ihren Zehnt in Form von Getreide und Hafer abgaben. Ab 1770 gehörte Lobmingberg zum Werbbezirk des Schlosses Greißenegg.
Im Jahr 1850 erfolgte die Konstituierung als „freie Ortsgemeinde Thallein“. Diese hatte bis zur Eingemeindung in die Gemeinde Lobming im Jahr 1949 Bestand.

| - Franz Stadler (Nennungen 1852, 1868 und 1879) - Vinzenz Stadler (1884–1889) - Mathias Gaicher ? (1890–1894) - Vinzenz Stadler (1895–1897) - Franz Rumpf (1898–1899) - Jakob Stieber (1899–1905) - Vinzenz Stadler (1906–1912) - Ignaz Friedl (1913–1917) - Johann Scherr (1918–1920) - Franz Illmeier (1921–1932) - Andreas Fromm (1933) - Franz Gleichenberger (28. Februar 1935–1936) - Andreas Fromm (1939 und 1944) - Franz Gleichenberger (1945) - Franz Kager (1945–1948) |

Ab 1868 gehörte Thallein zum Sanitätsrayon Voitsberg und die medizinische Versorgung erfolgte von Voitsberg aus. Ein starkes Hagelunwetter am 1. August 1910 verursachte große Schäden im Gemeindegebiet.
Für das Jahr 1936 ist eine Ortsgruppe der Vaterländischen Front Voitsberg belegt. Im Januar 1941 wurde ein Bewohner Thalleins wegen vermeintlicher Unterstützung der Kommunistischen Partei verhaftet. Im Mai 1945 kam es zu Plünderungen durch russische Besatzungssoldaten, bei der eine Frau erschossen wurde.
Im Jahr 1949 wurde Thallein in die Gemeinde Lobming eingemeindet, welche wiederum am 1. Jänner 1968 zur Stadtgemeinde Voitsberg kam.

## Bauwerke
Zu den sehenswertesten Bauwerken in Thallein gehört die im letzten Drittel des 19. Jahrhunderts erbaute Thallein- oder Grangerlkapelle an der Grenze nach Gasselberg.